# Gouville-sur-Mer (commune déléguée)
Ne doit pas être confondu avec Gouville.
Gouville-sur-Mer est une ancienne commune française du département de la Manche et de la région Normandie, peuplée de 2 146 habitants.
Elle est depuis le 1er janvier 2016 une commune déléguée de la commune nouvelle de Gouville-sur-Mer issue de sa fusion avec Boisroger.

## Géographie
Couvrant 1 324 hectares, le territoire de Gouville-sur-Mer est le plus étendu du canton de Saint-Malo-de-la-Lande.

### Localisation
| Mer de la Manche                     | Anneville-sur-Mer                  | Geffosses                                                       |
| Mer de la Manche                     | Gouville-sur-Mer, commune déléguée | Boisroger (comm. nouv. de Gouville-sur-Mer)                     |
| Mer de la Manche, Blainville-sur-Mer | Blainville-sur-Mer                 | Boisroger (comm. nouv. de Gouville-sur-Mer), Blainville-sur-Mer |

### Milieux naturels et biodiversité
La plage et les dunes.

## Toponymie
Le nom de la localité est attesté sous les formes Goovilla et Goouvilla en 1163, Goovilla entre 1180 et 1200, Gouville sur Mer en 1793, Gouvilla sans date.
Il s'agit d'une formation toponymique médiévale en -ville au sens ancien de « domaine rural ». le premier élément Gou- représente un anthroponyme selon le cas général. Cela peut être le nom de personne germanique occidental Godo ou Goto.
Les anciennes communes de Montcarville et Linverville ont été rattachées en 1794 / 1795.
La forme déterminée Gouville-sur-Mer, apparue pour la première fois en 1793 sous la graphie Gouville sur Mer, fut officiellement adoptée en 1925. Elle vise à différencier cette commune de ses deux homophones normands : Gouville (Eure) et Gouville (Seine-Maritime, ), ancienne paroisse rattachée à Claville-Motteville.
Le gentilé est Gouvillais.

## Histoire

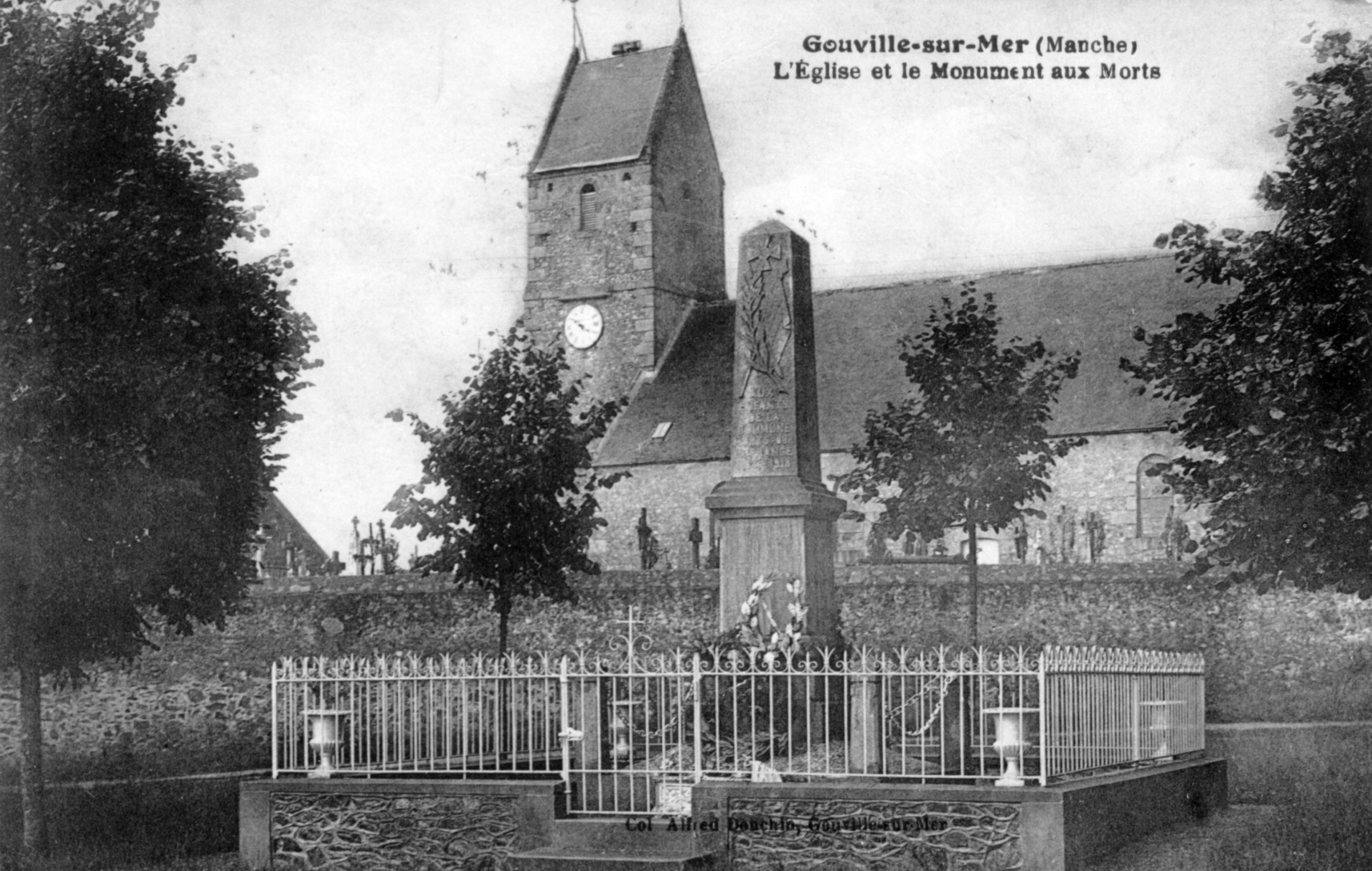
L'église et le monument aux morts (carte postale ancienne).

### Antiquité
Aux Hougues fut découvert des antiquités romaines. 

### Moyen Âge
Une première église aurait été fondée à Gouville au VIe siècle.
Le fief de Gouville relevait du comte de Mortain. Au début du XVIe siècle, la seigneurie de Gouville est la possession de Jean du Saussey (1463-1523), également seigneur du Mesnil-Aubert et de Lengronne,. Il est inhumé au Mesnil-Aubert.

### Temps modernes
Lors de la cinquième guerre de Religion, le marquis de Colombières, François de Bricqueville, débarque à Linverville avant d'aller s'emparer de Saint-Lô. Un lieu-dit était nommé Fosse-aux-Navarrais rappelant un combat mené par Montgommery en 1574.
Le 17 novembre 1611, Louis d'Argouges, écuyer, seigneur et baron de Gouville, confesse « auquel lieu de Gouville j'ay mon manoir seigneurial qui conciste en plusieurs corps de logis et maisons, closes et fermées de murailles, et hors icelles ay un coulombier vollant avec plusieurs terres et prairies de domaine non fiéffé, […] qui contiennent en tout 500 vergées […] Et sui, à cause de mad[ite] baronnie, patron fondateur et honoraire de l'église de lad. parr. de Gouville et patron présentant de deux chapelles fondées près de mond., manoir, dans un seul et mesme édifice, l'une de la Magdalène et l'autre de sainct Maur ». Il est encore cité en 1616 comme baron de Gouville, et en 1688, Michel d'Argouges est qualifié de seigneur de Gouville

### Révolution française et Empire
Au cours de la Révolution, Jacques Quarante (1748-1841), ecclésiastique, arrêté pendant la Terreur, sauvé de l'échafaud à la suite de la chute de Robespierre, chapelain de la duchesse de Berry qu'il cacha dans sa maison de Gouville avant de l'exfiltrer vers Jersey.
En 1795, Gouville sur Mer (800 habitants en 1793) absorbe Linverville (339 habitants), au sud, et Montcarville (408 habitants), au nord. La commune prend le nom de Gouville. Elle reprend le nom de Gouville-sur-Mer en 1925.

### Époque contemporaine

#### Seconde Guerre Mondiale
Le bourg est libéré le 28 juillet 1944.

#### XXIesiècle
Courant 2015, les communes de Gouville-sur-Mer et de Boisroger décident de créer une commune nouvelle baptisée Gouville-sur-Mer qui voit le jour le 1er janvier 2016. L'arrêté préfectoral fixant les conditions a été publié le 4 novembre 2015.

## Politique et administration

### Administration municipale
| Période                                  | Période       | Identité              | Étiquette    | Qualité |
| ---------------------------------------- | ------------- | --------------------- | ------------ | --- |
| Les données manquantes sont à compléter. |               |                       |              | |
| 1900                                     | 1902          | Casimir Le Carpentier |              | |
| 1902                                     | 1929          | Charles Laisney       |              | |
| 1929                                     | 1938          | Henri Lefrançois      |              | |
| 1938                                     | 1941          | Jean-Baptiste Esnouf  |              | |
| 1941                                     | 1945          | Eugène Costard        |              | |
| 1945                                     | octobre 1947  | Eugène Esnouf         |              | |
| octobre 1947                             | mai 1953      | Éléonor Daubrée       |              | Écrivain |
| mai 1953                                 | 1970          | Lucien Hamel          |              | Instituteur retraité, maire honoraire                                                                            |
| 1970                                     | juillet 1990  | Jules Fesnien         |              | Clerc de notaire Mandat écourté à la suite de l'annulation du scrutin de mars 1989                               |
| juillet 1990                             | décembre 2015 | Érick Beaufils        | RPR puis UMP | Commerçant retraité Conseiller général de Saint-Malo-de-la-Lande (1998 → 2015) Vice-président du conseil général |

| Période      | Période      | Identité             | Étiquette | Qualité                          |
| ------------ | ------------ | -------------------- | --------- | -------------------------------- |
| janvier 2016 | janvier 2019 | Érick Beaufils       | UMP-LR    | Commerçant                       |
| janvier 2019 | juin 2020    | Béatrice Gosselin    | LR        | Professeure des écoles retraitée |
| juin 2020    | En cours     | Jean-Pierre Legoubey |           | Cadre retraité                   |

### Politique environnementale
La commune est un village fleuri (trois fleurs) au concours des villes et villages fleuris.

### Jumelages
- Harburg (Allemagne) depuis 1998.

## Population et société

### Démographie
| 1793 | 1800  | 1806  | 1821  | 1831  | 1836  | 1841  | 1846  | 1851  |
| ---- | ----- | ----- | ----- | ----- | ----- | ----- | ----- | ----- |
| 800  | 1 601 | 1 545 | 1 664 | 1 597 | 1 668 | 1 668 | 1 685 | 1 689 |

| 1856  | 1861  | 1866  | 1872  | 1876  | 1881  | 1886  | 1891  | 1896  |
| ----- | ----- | ----- | ----- | ----- | ----- | ----- | ----- | ----- |
| 1 631 | 1 629 | 1 696 | 1 668 | 1 762 | 1 734 | 1 733 | 1 709 | 1 671 |

| 1901  | 1906  | 1911  | 1921  | 1926  | 1931  | 1936  | 1946  | 1954  |
| ----- | ----- | ----- | ----- | ----- | ----- | ----- | ----- | ----- |
| 1 585 | 1 507 | 1 430 | 1 260 | 1 168 | 1 068 | 1 026 | 1 101 | 1 098 |

| 1962  | 1968  | 1975  | 1982  | 1990  | 1999  | 2006  | 2011  | 2016  |
| ----- | ----- | ----- | ----- | ----- | ----- | ----- | ----- | ----- |
| 1 036 | 1 007 | 1 071 | 1 174 | 1 324 | 1 686 | 1 994 | 2 023 | 2 021 |

| 2019  | - | - | - | - | - | - | - | - |
| ----- | - | - | - | - | - | - | - | - |
| 2 044 | - | - | - | - | - | - | - | - |

### Sports et loisirs
L'Étoile sportive de Gouville-sur-Mer fait évoluer deux équipes de football en divisions de district.

## Économie et tourisme
Gouville-sur-Mer est dénommée « commune touristique » depuis février 2010.

## Culture locale et patrimoine

### Lieux et monuments
- Menhir à Linverville au lieu-dit Autel-Giaud 49° 05′ 12″ N, 1° 34′ 32″ O.

#### Patrimoine religieux
- Église Saint-Malo de Gouville du XIVe siècle, rénovée, notamment les fenêtres en 1825, avec clocher en bâtière. Elle abrite un groupe sculpté du XVe (Sainte Anne et la Vierge) classé au titre objet aux monuments historiques[20], un maître-autel du XVIIIe siècle en marbre.
- Église de Linverville modifiée aux XVIIIe et XIXe siècles et cadran solaire  avec croisée romane. Elle abrite un ciboire des malades du 1er quart du XVIIIe classé au titre objet aux monuments historiques[21], des ex-voto marins, un retable du XVIIIe.
- Église de Montcarville de la fin du XVIe siècle, remaniée. Elle abrite un ensemble du XVIIIe classées au titre objet : maître-autel-retable-tabernacle-statues-reliquaires[22], un aigle lutrin[23] et une poutre de gloire[24].
- Église Saint-Nicolas de Boisroger du XIIe siècle, remaniée au XVIIIe.

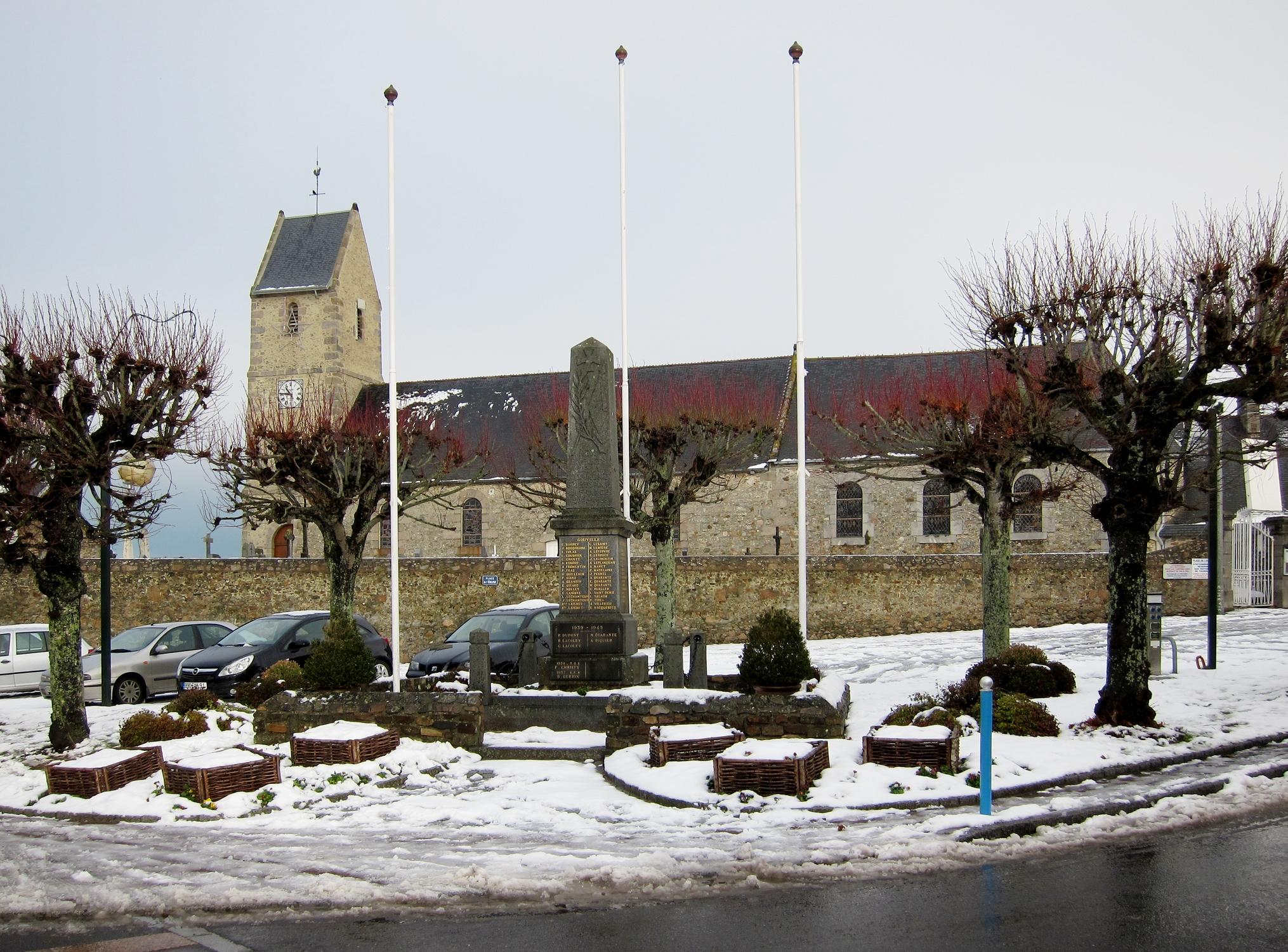
L'église Saint-Malo et le monument aux morts.
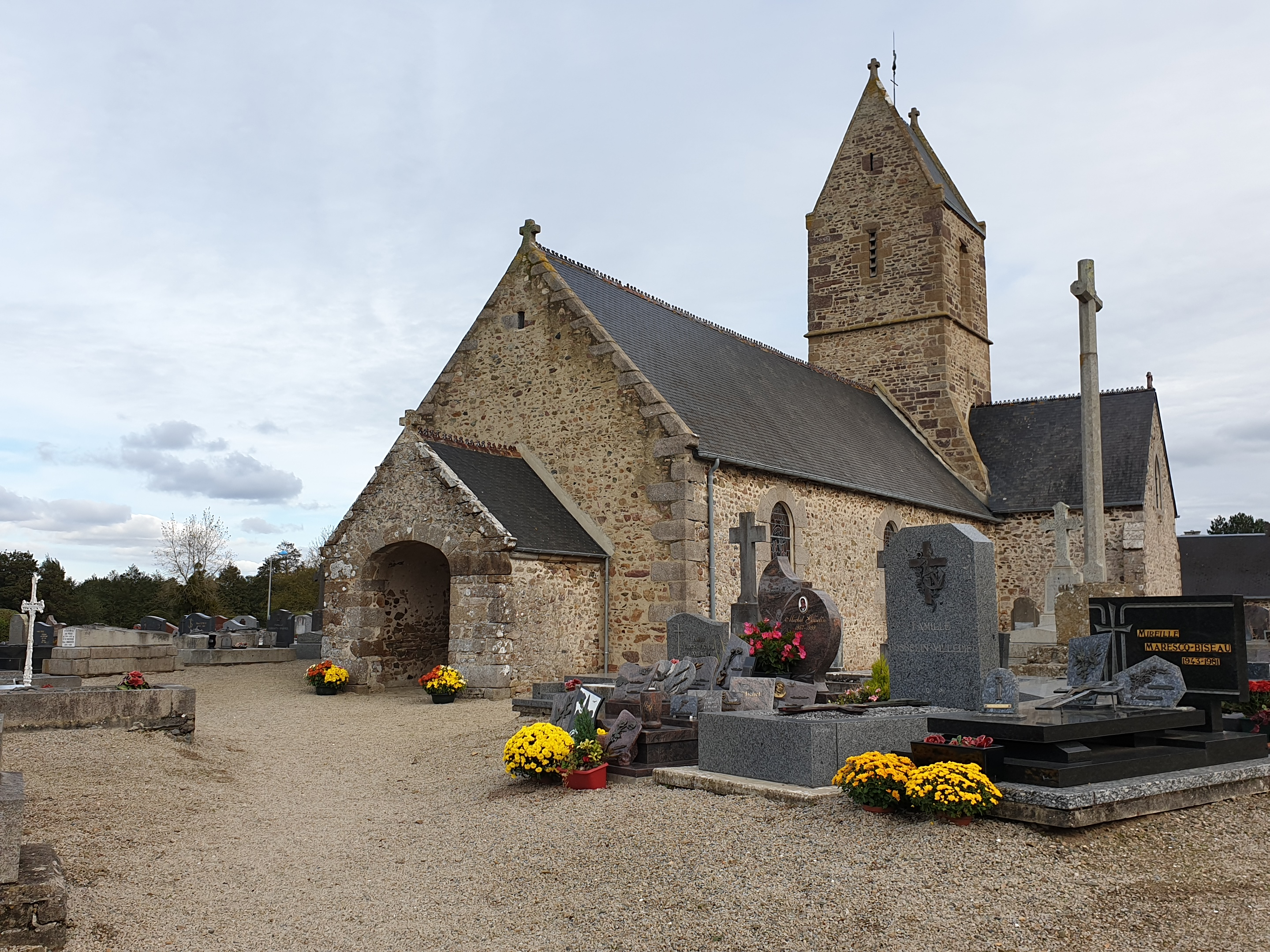
L'église Saint-Ouen de Linverville.
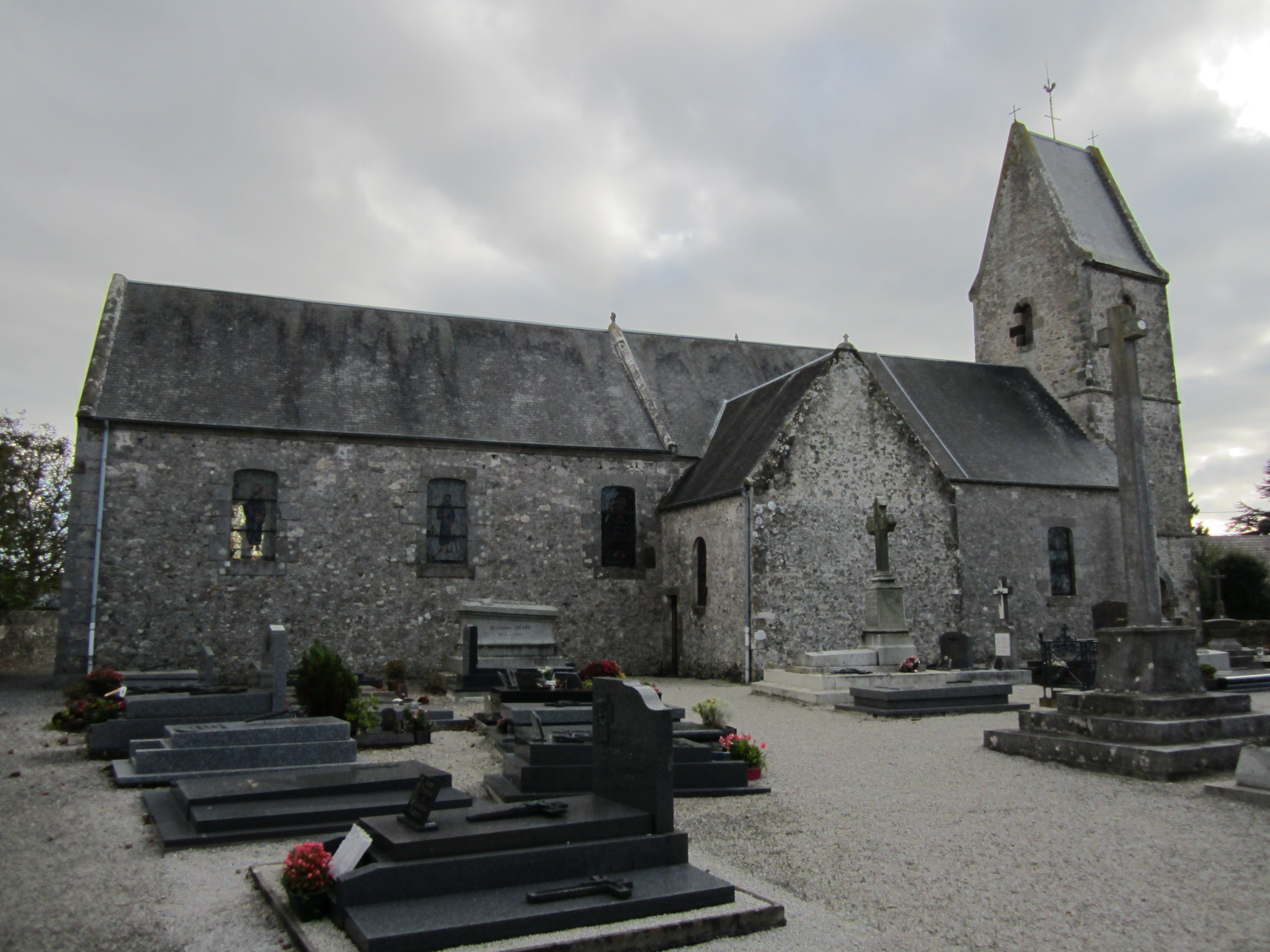
L'église Notre-Dame de Montcarville.
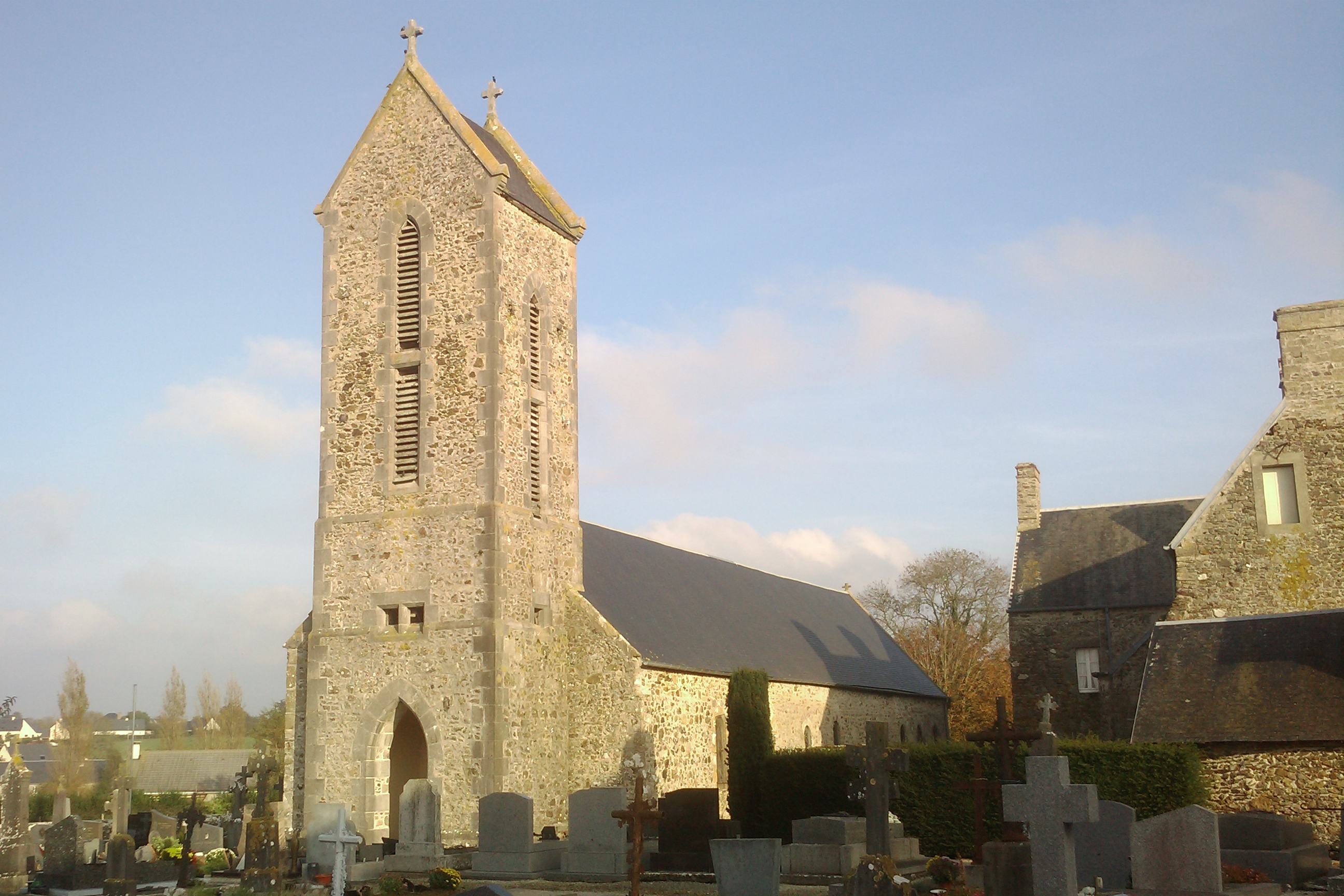
L'église Saint-Nicolas de Boisroger.

#### Patrimoine civil
- Phare de Sénéquet.

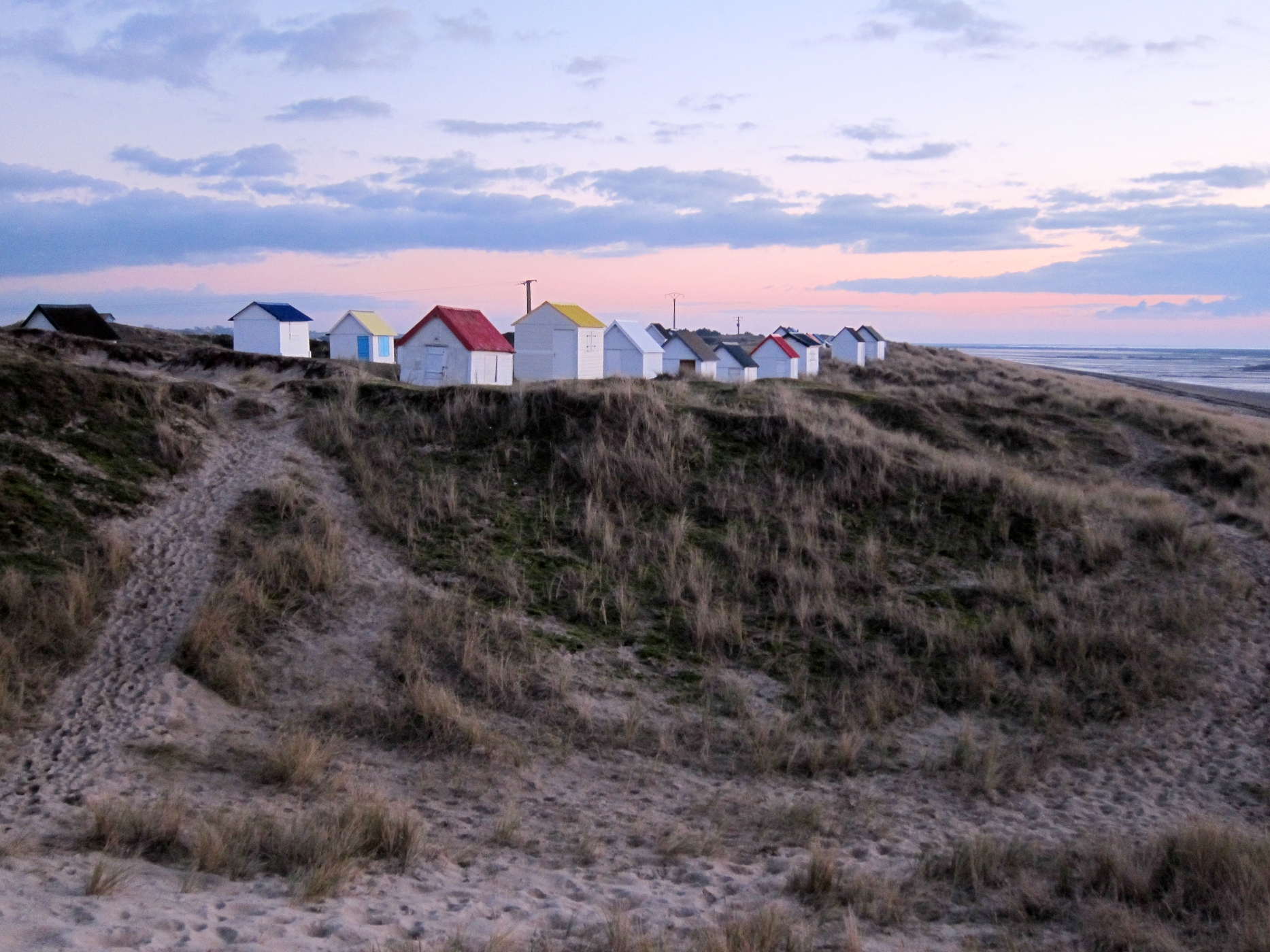
Chalets à Gouville Plage.

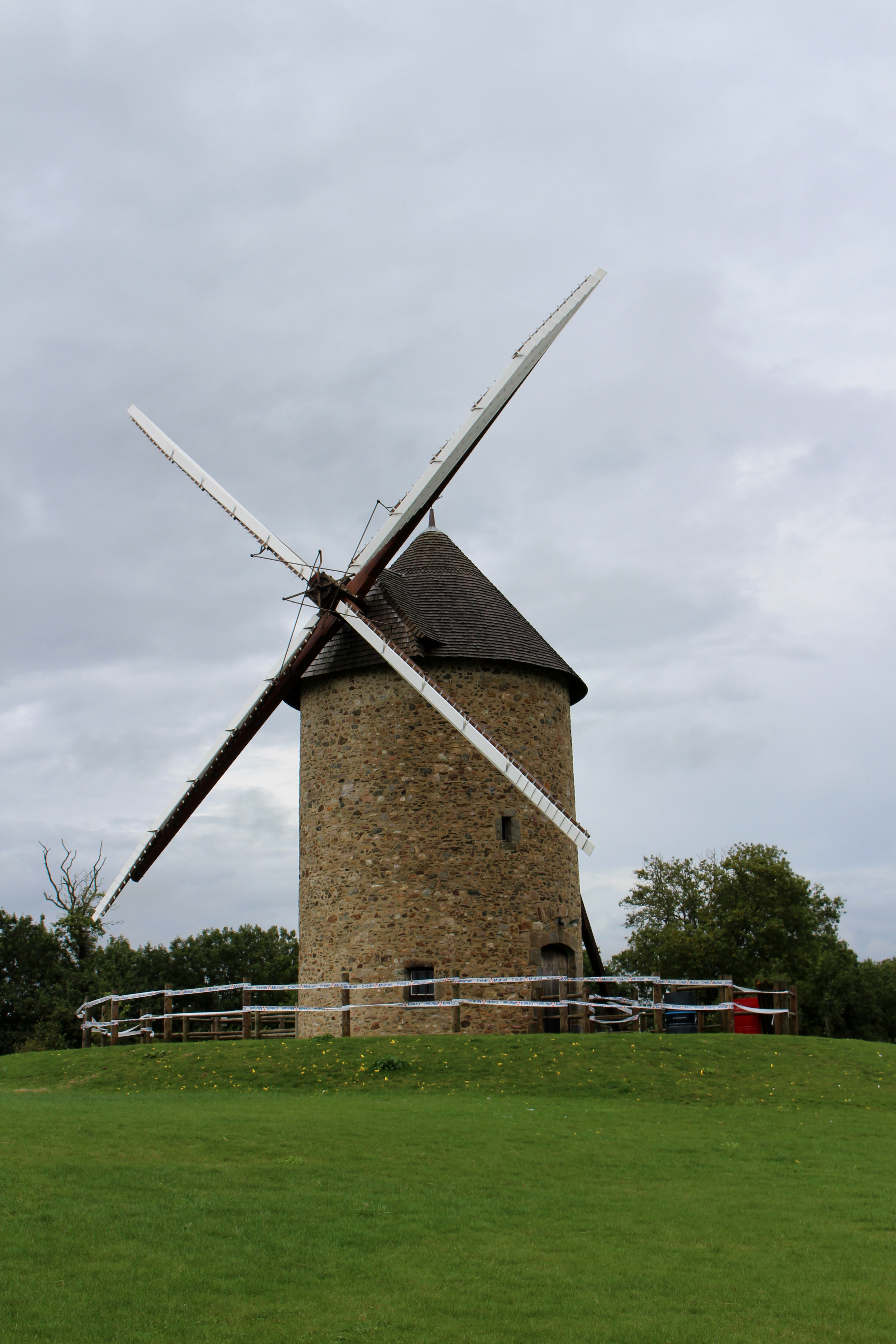
Moulin à vent.

- Moulin à vent de Gouville, restauré, inauguré en 2011, à l'entrée de la commune, équipé du système Berton.
- Château des Forges du XIXe siècle.
- Le Manoir du XVIIe siècle, construit sur les fondations d'un château médiéval[6].
- La Goislinière du XVIe siècle.
- Les Marronniers.
- Les Saules.
- Le corps de garde du XVIIe siècle, dit cabane Vauban.
- Lavoirs.
- Fontaine Saint-Marcouf.
- L'ancienne filature.

### Personnalités liées à la commune
- Jean-Gilles Legoupil (Linverville, 1791 - Linverville, 1864), commandant de la garde nationale à Paris[5].
- Éléonor Daubrée (Gouville, 1881 - Gouville, 1961), professeur, poète, écrivain et maire[5].
- Paul Baize (1901-1995), pédiatre et astronome amateur, se retira en 1971 à Gouville.
- Louis Costel (1930-2002), prêtre et écrivain, curé de Gouville-sur-Mer.

### Héraldique
| Blason de Tourlaville | Blason  | Parti : au premier de sinople aux trois coqs d'or démembrés en girouette, crêtés et barbés de gueules, rangés en pal, le deuxième contourné, au second d'azur à la tour phare d'argent ajourée et maçonnée de sable, sommée d'un feu d'or rayonnant, posée sur un rocher aussi d'argent issant d'une onde alésée du même. |
| Blason de Tourlaville | Détails | |